# Vincennes (Indiana)
Vincennes is een plaats (city) in de Amerikaanse staat Indiana, en valt bestuurlijk gezien onder Knox County.

## Demografie
Bij de volkstelling in 2000 werd het aantal inwoners vastgesteld op 18.701.
In 2006 is het aantal inwoners door het United States Census Bureau geschat op 17.997, een daling van 704 (-3.8%).

## Geografie
Volgens het United States Census Bureau beslaat de plaats een oppervlakte van
18,7 km², waarvan 18,5 km² land en 0,2 km² water. Vincennes ligt op ongeveer 128 m boven zeeniveau.

## Plaatsen in de nabije omgeving
De onderstaande figuur toont nabijgelegen plaatsen in een straal van 16 km rond Vincennes.

## Geboren
- Alice Terry (1899-1987), actrice
- Red Skelton (1913-1997), acteur en komiek
- Rodney Pardey (1945-2020), pokerspeler
- Eric Holcomb (1968), gouverneur van Indiana